# Tipipili
Tipipili är en ort i Mexiko.   Den ligger i kommunen Xochimilco och delstaten Distrito Federal, i den sydöstra delen av landet, 22 km söder om huvudstaden Mexico City. Tipipili ligger 2 424 meter över havet och antalet invånare är 247.
Terrängen runt Tipipili är kuperad söderut, men norrut är den platt. Terrängen runt Tipipili sluttar norrut. Runt Tipipili är det mycket tätbefolkat, med 2 431 invånare per kvadratkilometer. Närmaste större samhälle är Iztapalapa, 13,9 km norr om Tipipili. I omgivningarna runt Tipipili växer huvudsakligen savannskog.